# Ràtzia de 825
La Ràtzia de 825 fou una extensa ofensiva islàmica sobre el Regne d'Astúries, finalment frustrada gràcies a la resistència dels defensors: un exèrcit al comandament de Ubayd-Al·lah al-Balansi, oncle de l'emir Abd-ar-Rahman II, ataca Àlaba amb èxit (el mes d'agost), vencent a la batalla de Yabal al-Mayus ("muntanya dels adoradors del foc" segons Ibn Hayyan), i dos exèrcits més, al comandament dels germans Al-Abbas i Malik al-Qaisi, de la família Quraisi, Galícia. Al-Abbas és derrotat i mort per Alfons II d'Astúries a Piedrafita (Lugo) i Malik derrotat en el llogaret d'Anceo (prop de Puentecaldelas; Pontevedra). De manera similar a com feren en la Ràtzia de 794 on els també mentre Abd-al-Karim ibn Abd-al-Wàhid ibn Mughith atacava Àlaba, el seu germà Abd-al-Màlik ibn Abd-al-Wàhid ibn Mughith.
Per venjar la doble derrota, l'emir Abd-ar-Rahman II envia un altre exèrcit (el mes de desembre) contra Al-Kila (Castella), al comandament de Faray ibn Massarra (o Farach ibn Masarra), que remunta el Pisuerga i arriba fins Muntanya Cildá o Cildad ("Olleros de Pisuerga", prop d'Aguilar de Campoo; Palència) (on probablement troba una ciutat medieval successora del castro romà, encara que abandonada).